# LispWorks
LispWorksは、英LispWorks社によるCommon Lispの処理系、及び統合開発環境(IDE)である。
Common Lispの処理系単体にはHarlequin Common Lispという名称がついているが、現在は、処理系、IDE共にLispWorksと呼称されることがほとんどである。
LispWorksは当初、英Harlequin社によって開発が開始され、1989年に最初のリリースが行われた。
その後、HarlequinはLisp部門をXanalysとして分社化し、LispWorksの管理と権利を引き継いだが、2005年1月、Xanalys LispチームはLispWorks社を設立し、以来ソフトウェアの販売、開発、サポートを行っている。

## 特徴
- Common Lisp開発環境としての完成度の高さ。Common Lisp処理系と開発環境の密な連携。これは処理系単体からではなく、開発環境全体として設計を開始したことに起因するとしている。[2]
- CAPI(common application programming interface)を基盤とした、マルチプラットフォーム(Windows、Cocoa、GTk+、Motif)で共通のルック・アンド・フィールの実現。
- ネイティブスレッドとSMPマルチプロセッシング
- Unicodeサポート
- 単体実行ファイル、シェアードライブラリ生成機能と、不要機能削除機能(ツリー・シェーカー)
- 他言語インターフェイス(C、Java、Objective-C(macOS))
- Common Lispで実装されたEmacs系エディタ(Hemlockに由来[3])

## アドオン
- CLIM 2.0 (Professional版)
- Common SQL (Enterprise版)
- KnowledgeWorks (Enterprise版)
  - Common Prolog
  - OPS5 compatible forward chaining
- LispWorks ORB (CORBA) (Enterprise版)
- LispWorks for Mobile Runtime